# Школска слава
Школска слава у Србији је Савиндан или слава Свети Сава. Слави се 27. јануара (14. јануар по старом календару), на дан када се обележава успомена на Светог Саву, српског просветитеља и првог српског архиепископа. Као школска слава Свети Сава се слави од 1840. године, када је то предложио Атанасије Николић, ректор Лицеума Књажества сербског у Крагујевцу, прве Високе школе у Србији. У одлуци тадашњег Попечитељског просвештенија (министарства просвете), прописано је да се Свети Сава проглашава за „патрона свих наших школа и да се најсвечаније прославља”. Тог дана све школе имају радни, али ненаставни дан, а обичај је и да се слави, па се поводом Светог Саве у школама организују свечане приредбе и академије.

## Историја

### Почеци слављења Св. Саве у српским школама
Дан Светог Саве празновали су још 1735. године ђаци Славенско-латинске школе у Сремским Карловцима. Из тог времена сачувана је белешка једног учитеља о томе како ученици тај дан треба да проведу молећи се Светом Сави. Године 1749. у Сремским Карловцима основана је Латинска школа, за време митрополита Павла Ненадовића. У овој школи предавали су српски учитељи из редова свештеника и калуђера. Забележено је да је у овој школи 1754. године Савиндан обележен тако што су ученици писали литерарне радове о Св. Сави, држали говоре о њему и рецитовали одломке из Јеванђеља.
Почетком 19. века јавила се идеја да се празнику Светог Саве  поред црквеног да и просветилачки карактер. Тако су прославе, поред цркве, пренете и у школе. Присуствују им и ђаци и родитељи, а народни обичаји мешају се са црквеним обредима. Дан Св. Саве све више припада деци, праве се приредбе и сакупља новац за школе и сиромашне ученике... Тако је, на пример, на дан Св. Саве 1810. године, добротвор Саво Вуковић завештао је суму од 20.000 форинти за подизање Српске гимназије у Новом Саду. На исти дан 1825. у Земуну је отворена Библиотека славено-сербска, а 1826. у Пешти основана Матица српска, да би 1842. ово удружење прогласило Св. Саву за свог патрона.
Свети Сава је за патрона школе први пут проглашен у Земуну, 1812. године. У правилнику Црквено-школског фонда, под тачком осам, стоји: „На дан 14. јануара, тј. просветитељ Српски Сава,биће патрон школа наших. Тога дана ће бити школска свечаност и сваке године чиниће се спомен свима онима који што приложише...” Идеја да Свети Сава буде патрон фонда потекла је од пароха Јефтимија Ивановића. Он је обичај да се дан Светог Саве посебно свечано обележава у Земун донео из родног Прњавора (данас Дивош).

### Први српски устанак
Свети Сава био је патрон српских школа које су се отварале током Првог српског устанка. Школска звона су на себи имала изливен лик Светог Саве. Једно од њих било је и звоно Велике школе. Стеван Димитријевић га, у чланку Једна лепа старина, објављеном у часопису Нова искра јануара 1904. године, описује на следећи начин: у средини звона била је изливена икона Св. Саве и текст „Св. Сава, просвјетитељ сербски”. На супротној страни је изливена „кошница вршкара са осам пчела радилица... које се оштрим полетом својим устремиле к лету од кошнице”. При врху и доњем крају звона биле су, у кругу, исписане поруке ђацима, између осталог и датум када га је школа добила — 1810. година. Претпоставка је да је идеја о звону са ликом Светог Саве могла потећи од Доситеја Обрадовића и Вићентија Ракића.
Сломом устанка 1813. године школска звона са српских школа су заплењена, а према сведочењу Јордана Хаџи Константинова, од стране Ибрахим-бега. Јордан Хаџи Константинов је био први аутор који је, 1856. године, писао о судбини звона са Велике школе. Звоно се тада налазило у манастиру Св. Аранђела у Кучевишту. Према каснијим Вуковим записима, манастиру је ово звоно поклонио Асан-бег, рођак Ибрахим-бега. Када је 1905. Велика школа уздигнута на степен Универзитета, покренута је иницијатива да се звоно врати у Београд, а да се у Крагујевцу излије ново и пошаље у Кучевиште. Трошкове је требало да сноси трговац Никола Спасић. Звоно је послато Универзитету, али је током Првог светског рата поново нестало.

### Кнежевина (краљевина) Србија
Кнез Милош је у новоослобођеној Србији настојао да својим наредбама (из 1822. и 1827.) приволи православно становништво да обележава значајне датуме и личности из српске историје. Наредбе су подразумевале и казне за оне који их не поштују. Обавезно је било редовно посећивање цркве и празновање општих хришћанских празника, дана Св. Саве, Видовдана и других. Године 1829. учитељ Михаило Николић–Ресничанин обележио је дан Св. Саве у београдској школи својом Беседом о Архиепископу и Просветитељу српском, што до тада није био обичај у београдским школама, а учитељ Николић га је пренео из Земуна, где је пре тога службовао.

#### Озваничење школске славе
Године 1838. Србија је добила прву образовну институцију највишег степена — Лицеум Књажества сербског у Крагујевцу. На предлог првог ректора, Атанасија Николића, Свети Сава установљен је за патрона (заштитника) свих школа у Србији 1840. Попечитељство је прописало да се од тада овај дан мора свечано прослављати. Од тада се прославља као школска слава у Србији. Те прве године Свети Сава је у српским школама прослављен врло свечано, а најсвечаније у Крагујевцу, где је у прослави учествовала цела тадашња престоница, о чему су детаљно известиле Новине србске. Литургији су присуствовали ученици и професори свих крагујевачких школа (укључујући и основне), а на повратку у школе су им се придружило свештенство и многобројни грађани. После свечаности на којој су се држали говори и певале свечане песме (али не и песма Ускликнимо с љубављу...) уприличен је свечани ручак. Свечаност је трајала до касно у ноћ.
Годину дана пре ове прве и велике прославе Светог Саве у Србији такође велика прослава овог празника организована је у Сегедину. Забележени је и сећање Јована Ђорђевића, који је тада у овом граду похађао гимназију у том граду, том приликом први пут певана песма Ускликнимо с љубављу.
Касније се Свети Сава прослављао и у другим местима на територији Карловачке митрополије: у Сремској Митровици и Шибенику од 1846, у Котору и Сент Андреји од 1849, у Новом Саду од 1854... У Лици је прва прослава Светог Саве забележена у Оточцу 1870. године. У Црној Гори званично обележавање школске славе Светог Саве почело је 1856. указом кнеза Данила. Половином 19. века Свети Сава као школска слава почиње да се слави и међу српским становништвом у Скопској Црној Гори, која је тада још увек била под отоманском влашћу.
Традиција Светосавске прославе развијала се током 19. века, заузимајући водећи педагошки правац. Године 1858. донесена је наредба да свака школа у својим учионицама мора имати икону школског патрона.

### Балкански ратови и Први светски рат
За време Балканских ратова Св. Сава се славио скромно, док се у окупираној Србији током Првог светског рата школска слава није могла славити. Међутим, забележено је да су овај дан обележили ђаци у избеглиштву, у Ници и Женеви. Прве послератне прославе организоване су већ 1918. године у 11 школа у ослобођеном Битољском и Мориховском срезу. Велико славље приређено је 1921. године, када је на Београдском Универзитету беседу одржао тадашњи ректор Слободан Јовановић.

### Краљевина Југославија
У Краљевини Југославији сва школска омладина обележавала је државне празнике, а црквене празнике ученици су обележавали у зависности од вероисповести, онако како се то чинило до уједињења. Програми су били богати и разноврсни и укључивали су све узрасте деце. Изузетак је прослава 1935. године која, иако посвећена 700-годишњици смрти Светог Саве, није била свечана као претходне, јер је истовремено била посвећена и успомени на убијеног краља. Током Другог светског рата школска слава је обележавана скромно, колико су околности дозвољавале, и на окупираним и на ослобођеним територијама.

### Период после Другог светског рата
Прва послератна прослава одржана је у ослобођеном Београду 1945. године. Светосавска прослава је приређена у дворани Народне скупштине Србије као „братско учешће свих југословенских земаља на одавању поште ономе националном великану који је поставио основе српској народној култури”. Те године је, први пут после четири године окупације, одржана прослава и на Универзитету, али у традиционалном духу, како се овај дан прославио и у свим београдским школама и гимназијама. Три године касније овај дан је престао да се обележава у српским школама. Поново је почео да се слави као школска слава 1990.

## Химна Светом Сави
На прослави школске славе традиционално се пева Химна Светом Сави или Ускликнимо с љубављу. Не зна се поуздано када је песма настала, али се претпоставља да је то било крајем 18. века или у периоду између 1804. и 1817. године.
Песма није од почетка обележавања школске славе била званична свечана песма. На првој прослави у Крагујевачком Лицеуму 1840. године певана је песма Пој, Србе, пој! коју је спевао професор поетике Вукашин Радишић, а на крају приредбе песма професора реторике Григорија Новаковића Сунце рађа с' Срб-сину... Међутим, годину дана раније, 1839. године, у Сегедину је организована велика прослава Савиндана и на њој је, према сведочењу Јована Ђорђевића, певана песма Ускликнимо с љубављу. Међутим, забележено је и сећање Васе Пушибрка, тада ученика, а касније директора Новосадске гимназије, да се 1854. године на прослави Савиндана певала друга песма.
Не постоји поуздан податак од када је песма Ускликнимо с љубављу званично химна школске славе, али преовладава мишљење да је обичај певања ове песме током прославе Савиндана проширен из Сремских Карловаца или неког од фрушкогорских манастира. Свештеник и историчар Стеван Димитријевић, у свом раду Химна Светог Саве, објављеном у листу Дело 1910. године, претпоставља да су песму са црквено-словенског на народни језик превели ђакон Павле Стаматовић и учитељ Димитрије Поповић, карловачки ђаци, који су је и „подесили” за певање на школским свечаностима., а да је народ после спонтано прихватио песму.

## Светосавске переце
Један од обичаја који се током година створио је и традиционално служење светосавских переца на школској слави.